# Myxocyprinus asiaticus
Myxocyprinus asiaticus är en fiskart som först beskrevs av Bleeker, 1864.  Myxocyprinus asiaticus ingår i släktet Myxocyprinus och familjen Catostomidae. Inga underarter finns listade i Catalogue of Life.
Denna fisk förekommer i avrinningsområdet av floden Yangtze i Asien. Den blir upp till 60 cm lång och 3,6 kg tung. Den främre delen av ryggfenan är ibland lika hög som fiskens längd. Typisk är tjocka läppar för att suga ryggradslösa djur och alger från grunden. Honor lägger ägg. En population som fanns i Minfloden nära havet är troligtvis utdöd. Vuxna exemplar vistas i vattendrag med flöde men ungar besöker vikar med stående vatten. Myxocyprinus asiaticus utför inga vandringar. En generation är uppskattningsvis 4 till 5 år lång.
Beståndet hotas främst av nya fördämningar och av vattenföroreningar. När populationen var större var arten en omtyckt matfisk. Myxocyprinus asiaticus listas av IUCN som sårbar (VU).